# Сидельников, Степан Петрович
Степан Петрович Сидельников (29 июля 1911 года, село Новопавловка (ныне — Белоглинский район, Краснодарский край), Российская империя — 22 сентября 2009 года, Ейский район, Краснодарский край) — комбайнёр Ейской МТС, Герой Социалистического Труда (1951).

## Биография
Степан Петрович Сидельников родился 29 июля 1911 года в селе Новопавловка (ныне — Белоглинского района, Краснодарского края), Российская империя.
После окончания начальной школы начал помогать отцу в работе. В 1930 году окончил курсы трактористов стал работать механизатором на МТС Белоглинского района.
В 1934 году окончил Новопокровскую школу комбайнёров и уже в первый год после её окончания включился в стахановское движение, убрав урожай с площади в 611 гектаров.
В 1940 году окончил Кулешовский техникум механизации сельского хозяйства, после чего стал работать бригадиром тракторной бригады, а в уборочную страду — комбайнёром.
С июля 1941 года — участник Великой Отечественной войны, служил механиком-радистом в Ейском авиационном училище лётчиков.
После окончания войны в 1946 году вернулся в родные края и стал работать в колхозе «КИМ» села Кухаривка комбайнёром, а потом в 1949 году возглавил тракторную бригаду Ейской МТС.
Во время уборочной страды, работая комбайнёром намолотил 14 000 центнеров зерна с общей площади 1 500 гектаров, а в 1950 году — 6601 центнер зерновых за 25 дней.
За выдающиеся успехи, достигнутые в деле увеличения производства зерна и других продуктов сельского хозяйства, Указом Президиума Верховного Совета СССР от 30 апреля 1951 года Сидельникову Степану Петровичу было присвоено высокое звание Героя Социалистического Труда с вручением ордена Ленина и золотой медали «Серп и Молот».
До выхода на пенсию в 1971 году продолжал работать механиком. Умер 22 сентября 2009 года.

## Награды
- Звание Герой Социалистического Труда (Указ Президиума Верховного Совета СССР от 30 апреля 1951 года;
- Золотая медаль «Серп и Молот» (30 апреля 1951 — № 5885);
- Орден Ленина (30 апреля 1951 — № 138107);
- Медали.